# CETME (puška)
CETME Model 58 je bitevní puška vyráběná z ocelových výlisků španělskou zbrojovkou Centro de Estudios Tecnicos de Materiales Especiales (CETME). Model 58 používal zásobník na 20 nábojů a byl komorován pro náboj 7,62 × 51 mm NATO (i když původně byl určen pro náboj 7,92 × 51 mm CETME a později pro španělský náboj 7,62 × 51 mm se sníženým výkonem). CETME 58 se také stala základem pro široce používanou německou útočnou pušku Heckler & Koch G3. Vznikly i poloautomatické varianty pro civilní trh. 

## Vývoj
Pušku CETME (Centro de Estudios Tecnicos de Materiales Especiales) navrhl především německý inženýr Ludwig Vorgrimler, který svůj návrh založil na experimentální německé pušce StG 45(M) a francouzské AME 49. StG45 používal mechanismus s dynamickým polouzamčeným závěrem a válečkovým mechanismem, který se poněkud podobal systému s uzamykacími válečky patentovanému Edwardem Steckem ve 30. letech v Polsku a použitému u kulometu MG 42. Uzamykací systém MG42 se ve skutečnosti zcela uzamkne a vyžaduje hlaveň s krátkým zdvihem, která se odemkne pohybem dozadu, ve srovnání se systémem StG 45(M), který se nikdy zcela nezamkne a nevyžaduje pohybující se hlaveň.
Konstrukce CETME zdědila pevnou hlaveň StG45 (M). CETME Model 58 však představil nové řešení problému zaseknutí střeliva v komoře. Jedná se o skládanou komoru s vodorovným drážkováním v komoře, které umožňuje nábojnicím plavat na vrstvě plynu, což napomáhá extrakci.

## Varianty
- Model A
- Model B
- Model C
- Model E
- Model R